# Alyxia sarasinii
Alyxia sarasinii är en oleanderväxtart som beskrevs av André Guillaumin. Alyxia sarasinii ingår i släktet Alyxia och familjen oleanderväxter. Inga underarter finns listade i Catalogue of Life.